# Денисов Геннадій Анатолійович
Геннадій Денисов (узб. Gennadiy Denisov, нар. 28 серпня 1960) — радянський та узбецький футболіст, що грав на позиції захисника. Майстер спорту СРСР (1982). Батько футболіста збірної Узбекистану Віталія Денисова.
Більшу частину кар'єри провів за «Пахтакор», на початку 1990-х провів декілька ігор за національну збірну Узбекистану.

## Клубна кар'єра
Вихованець спортінтернату ім. Г.Титова, де перебував з 1971 року. Починав грати у футбол на позиції воротаря, перший тренер — Віктор Мойсейович Науменко.
Перший клуб — «Пахтачі» (Гулістан). В 1978–1979 грав у дублі «Пахтакора» Ташкент. За основну команду провів 13 сезонів (друге коло чемпіонату-1986 провів у ЦСКА, проходячи армійську службу), є рекордсменом команди по зіграним матчам в чемпіонатах країни — 371 гра (з них у вищій лізі чемпіонату СРСР — 177 ігор, 3 м'ячі).
Після від'їзду з «Пахтакора» Андрія Якубіка, став капітаном «Пахтакора». Основна позиція на полі — лівий захисник. Тренери використовували його також на позиціях опорного півзахисника, центрального, заднього захисника.
В 1992–1994 роках грав у владикавказькому «Спартаку», у складі якого став срібним призером чемпіонату Росії 1992 року.
Завершив професійну ігрову кар'єру у клубі «Навбахор», за команду якого виступав протягом 1995–1997 років, вигравши з командою чемпіонат Узбекистану 1996 і ставши бронзовим призером в 1995 і 1997 років.

## Виступи за збірну
1992 року дебютував в офіційних матчах у складі національної збірної Узбекистану. Протягом кар'єри у національній команді, яка тривала 5 років, провів у формі головної команди країни лише 5 матчів.

## Тренерська робота
Працював тренером у командах «Сергілі», «Чирчик», «Пахтакор», «Локомотив» (Ташкент), потім перейшов на роботу в футбольну школу на Чігатаї в Ташкенті (Республіканська школа вищої спортивної майстерності з футболу).
З 2010 року працював старшим тренером «Алмалика».
Нагороджений медаллю «Шухрат» (Узбекистан) (2006).

## Досягнення
- Чемпіон Узбекистану 1995/96
- Бронзовий призер чемпіонату Узбекистану: 1994/95, 1996/97
- Срібний призер чемпіонату Росії: 1992
- Володар Кубка Першої ліги СРСР: 1988 (забив гол з пенальті в першому фінальному матчі), 1989